# シオクグ
シオクグ（Carex scabrifolia Steud.）は、単子葉植物カヤツリグサ科スゲ属の多年生植物である。海岸の塩分の影響のある場所に生えるが、特に塩性湿地に生え、ヨシなどに交じって大きな群落を作る場合がある。

## 特徴
地下茎は泥や砂の中を長く横に這い、花茎をまばらに生じる。あまり束になって生じることはない。花茎は高さ変化に富み、砂浜のような場所では20cm程度しか伸びず、干潟の奥の方などでは50cmを越えるものもある。根出葉は発達せず、根元は長い鞘に包まれる。また、少し繊維にばらけた部分（糸網）を生じる。茎の下方からまばらに葉を生じる。葉は両端を巻き込んで細い糸状になり、やや立ち上がる。葉はのっぺりとしていて、厚みがある。
初夏に花をつける。雄小穂と雌小穂は別になる。小穂の下部には苞があり、長い葉状部があって、穂全体より長く伸びるので、葉の間に穂が出るような姿になる。
先端には雄小穂がつくが、そのすぐ下に、第二、あるいは第三の小型の雄小穂をつける。これは、スゲの中では例がさほど多くない特徴である。雄小穂はこん棒状で、褐色をしており、時に赤みを帯びる。
雌小穂は長楕円形で、下に離れて大体二個生じる。果胞は非常に大きく、その壁は分厚くてコルク質。これは、海水に浮かんで散布されるための適応とも考えられる。

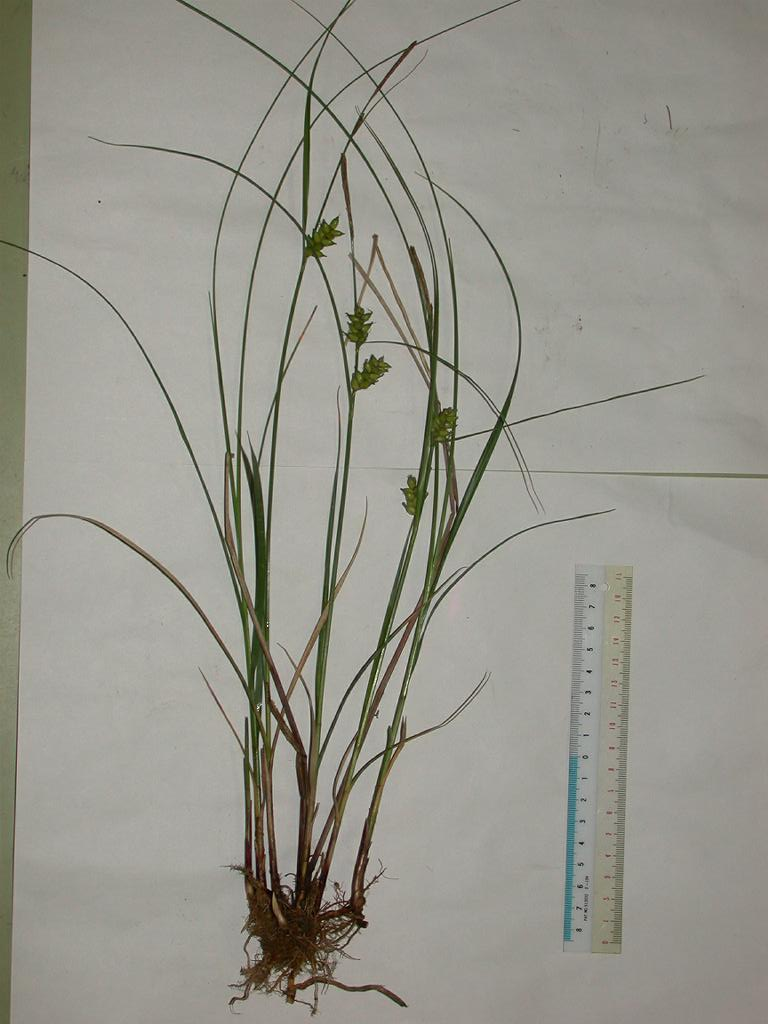
全草
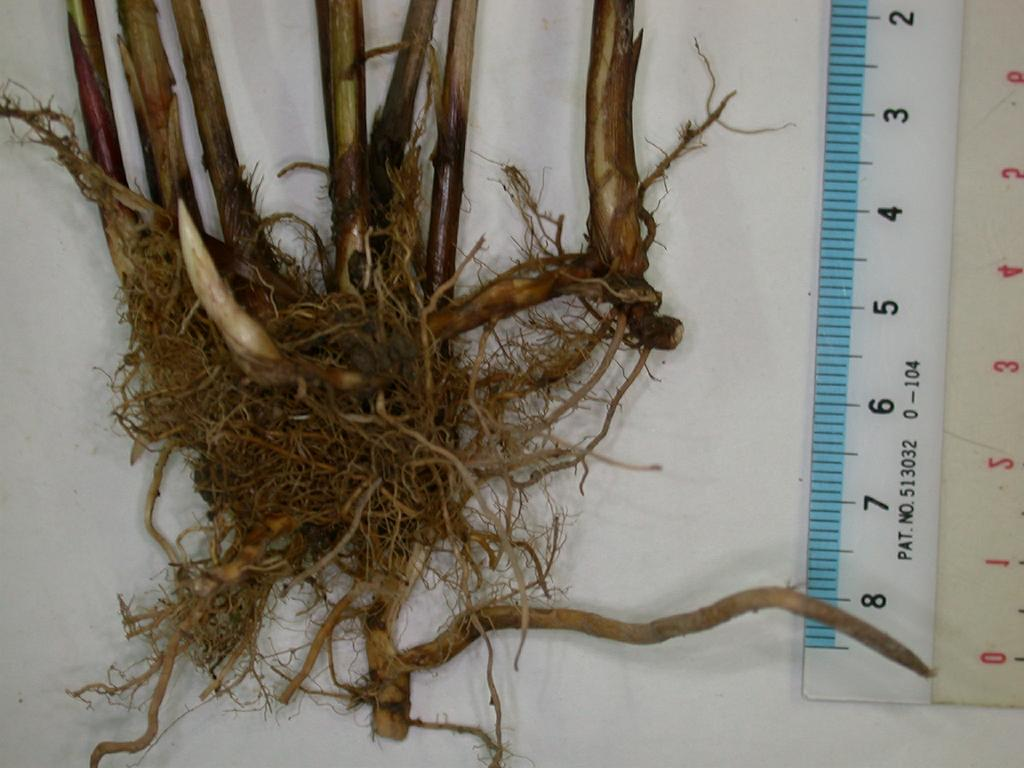
根茎
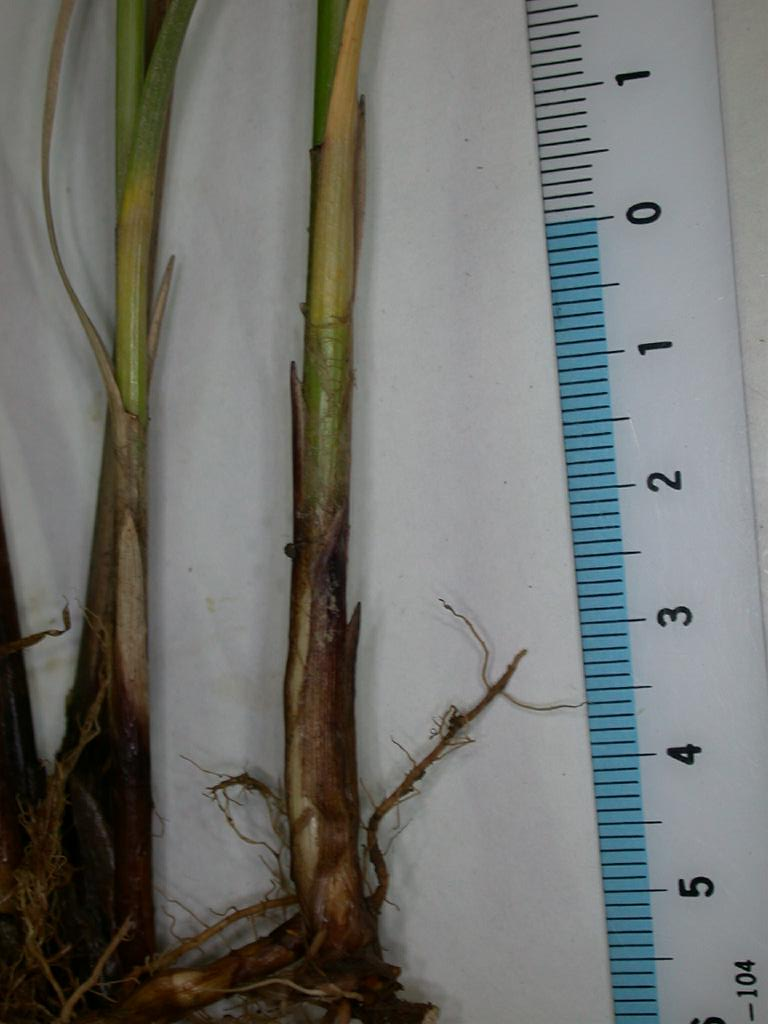
根元の鞘と糸網
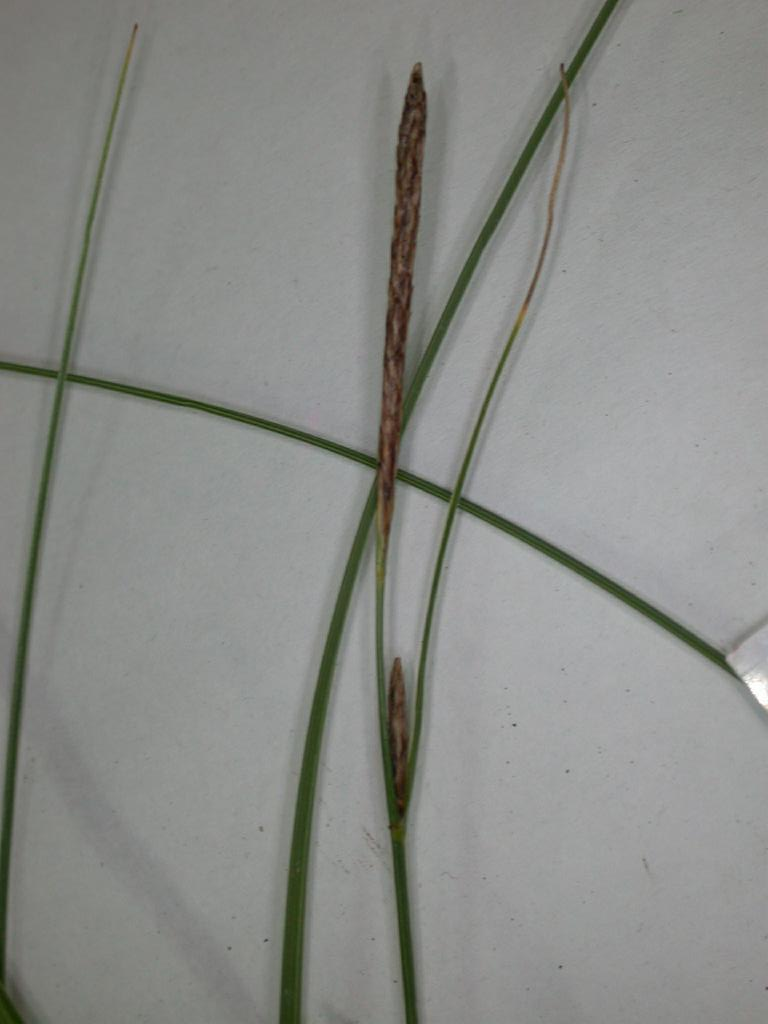
雄小穂は先端に複数ある
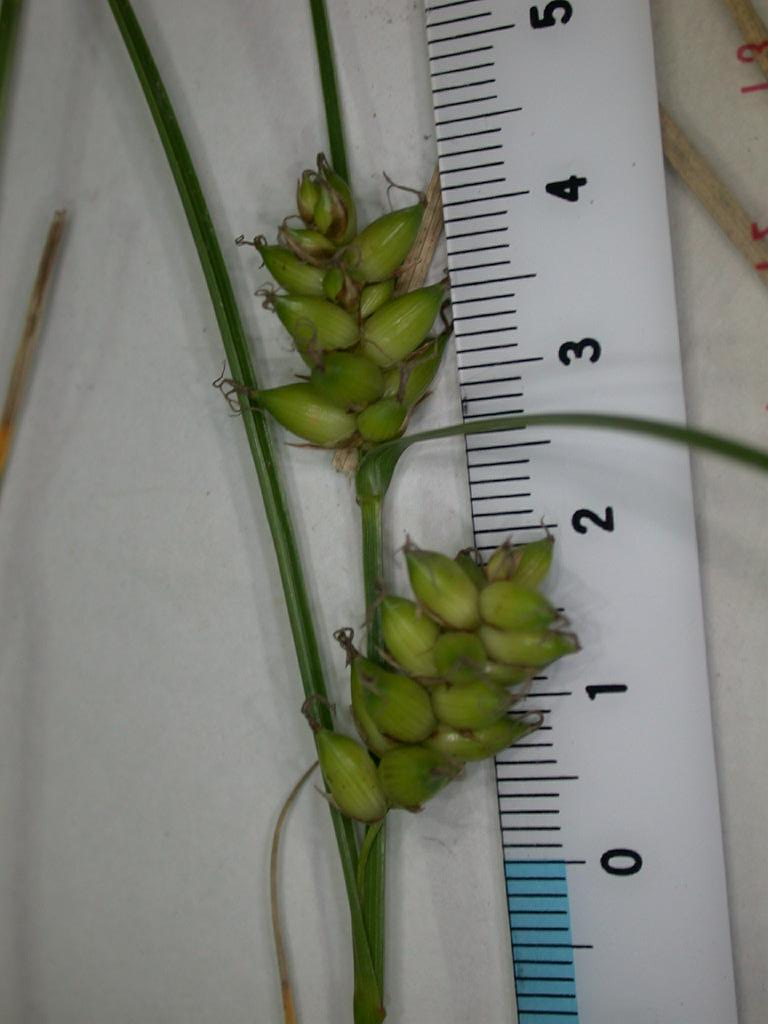
側生の雌小穂
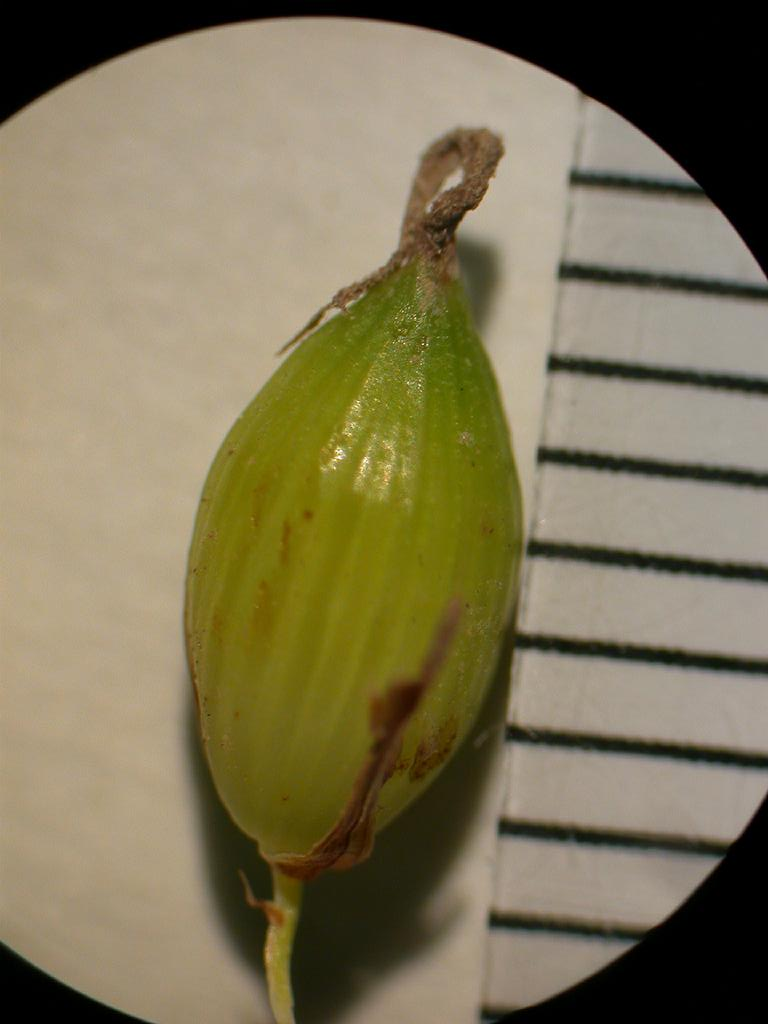
果胞
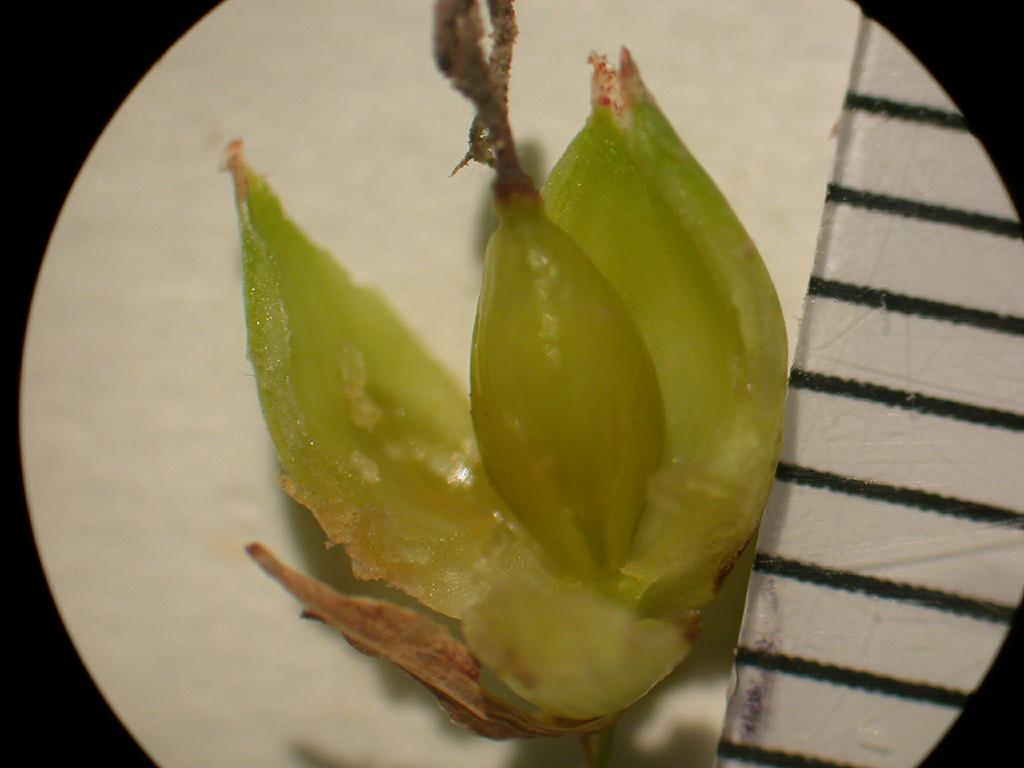
果胞を裂いたところ 壁が厚くなっている
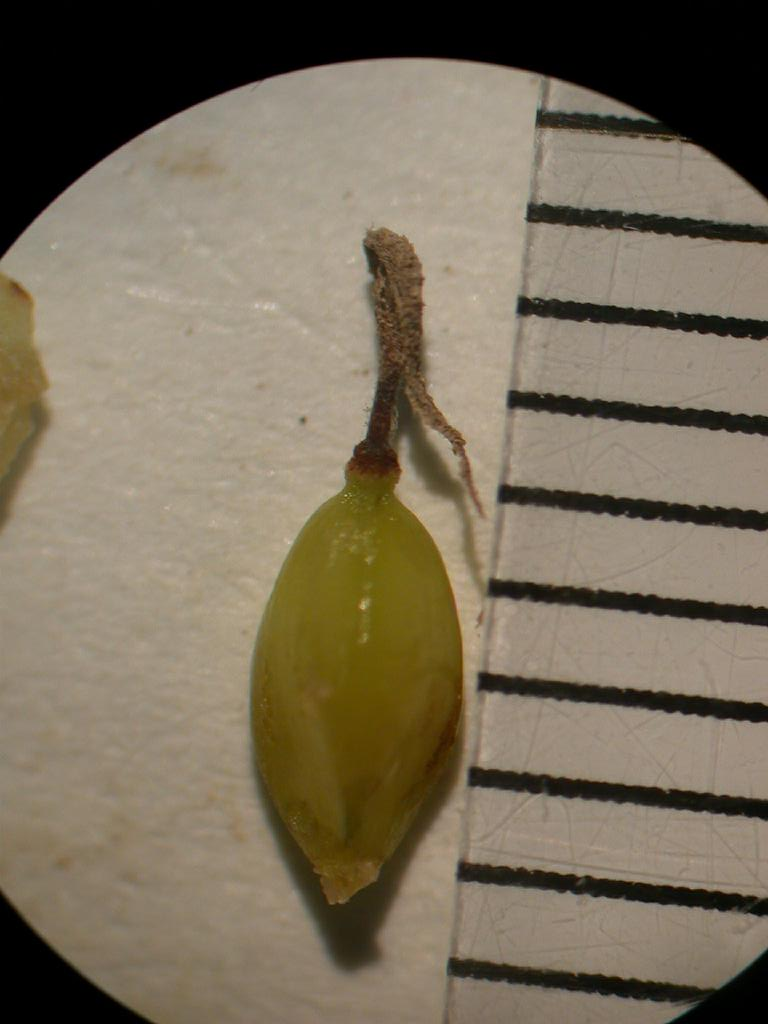
果実

## 生育環境
海水の影響のある、汽水域から海岸にかけて生育する。特に汽水域の流れのない、泥地、干潟や塩性湿地に一面に群落を作ったり、ヨシなどと共に群落を作ったりする。ヨシと共にはえる場合には、ヨシほどは大きくならないので、ヨシがまばらな場所に交じって生えたり、ヨシ群落の前面に帯状分布を見せたりする。海岸でも見られ、砂浜に生育している場所もある。その場合、かなり背が低くなるものもある。
分布は北海道から琉球列島までと広く、国外でも朝鮮から中国に分布する。

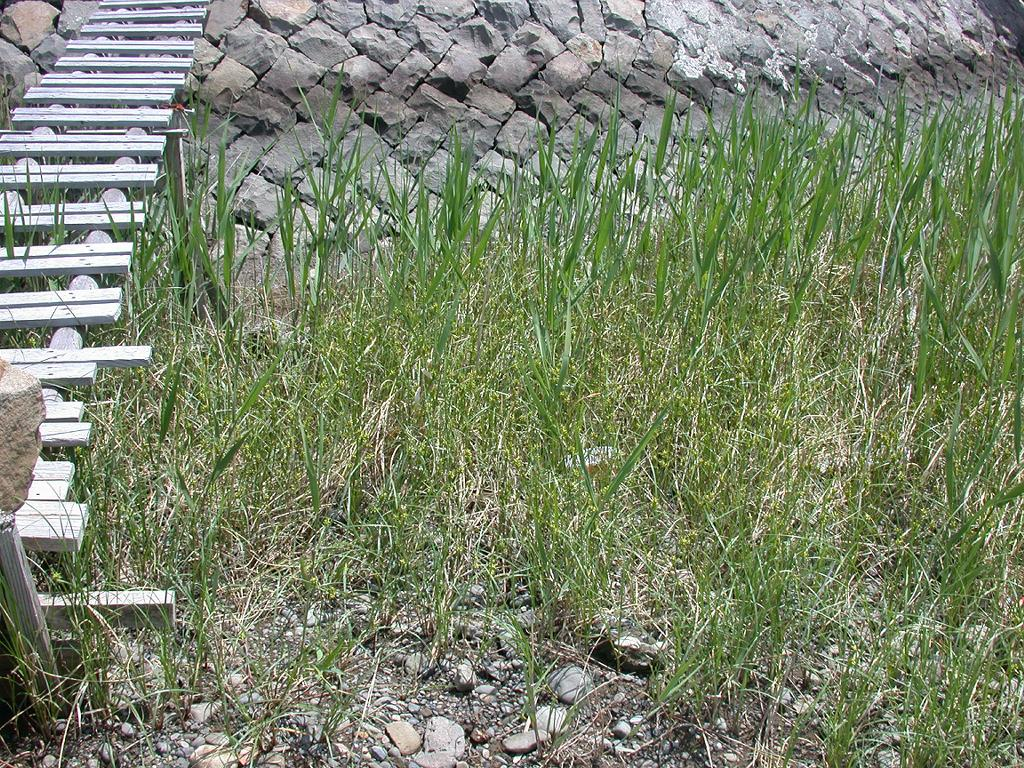
ヨシの混じった群落
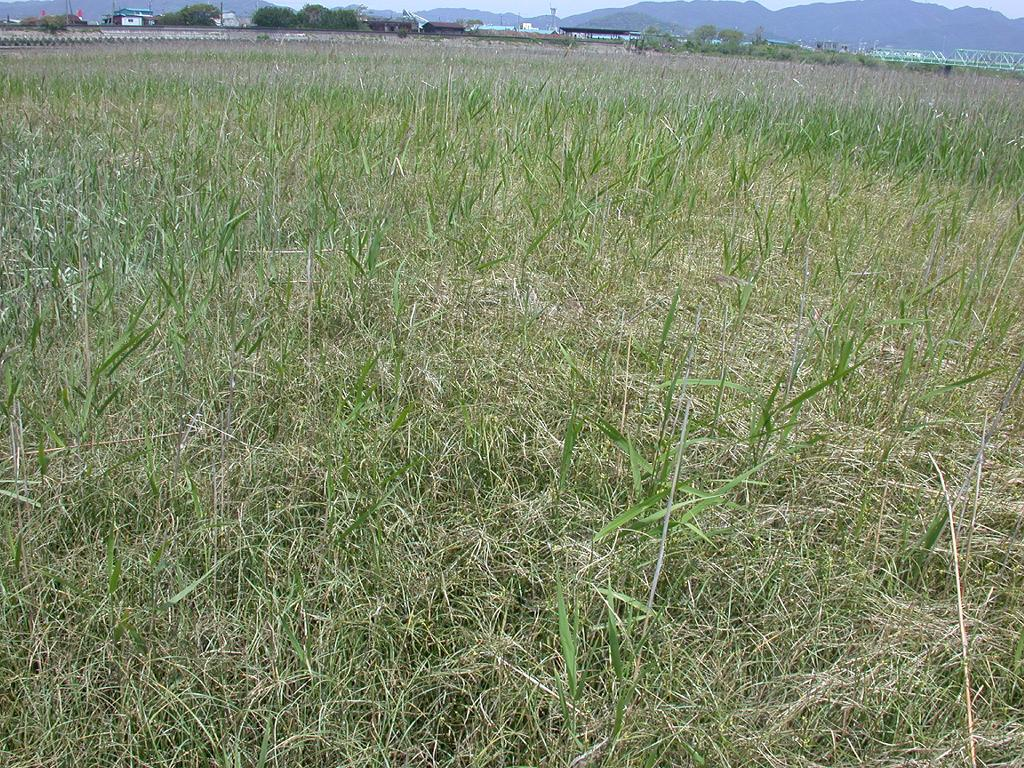
河口の干潟に広がっている様子
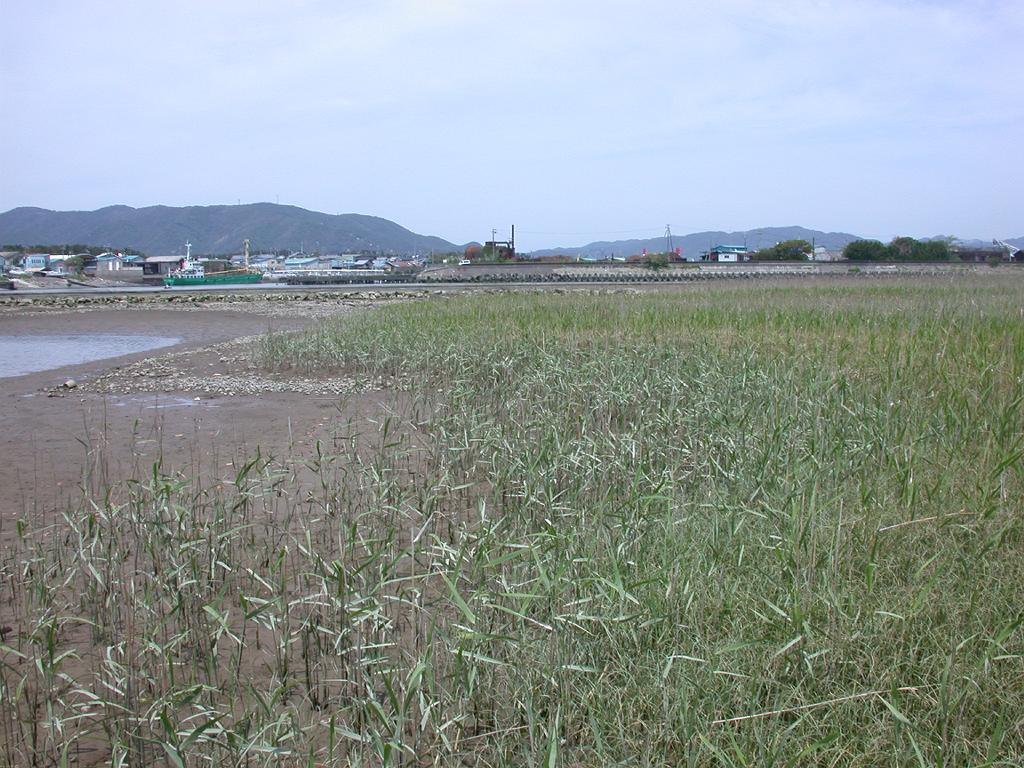
群落の前線はヨシと少し異なる

## 近似種
よく似た姿のものがオオクグで、より背が高くなり、70cmにもなる。また、葉の幅が広くなる。北海道、本州、九州の汽水域にまれに見られる。
意外と似ているのがコウボウシバである。この種は元来は砂浜に生育する種で、砂の中に匍匐茎を伸ばし、砂の表面に根出葉を出し、ごく短い花茎を伸ばす植物である。したがって、外見的には大きく異なるのだが、シオクグが砂浜に出る場合、かなり背が低くなって、コウボウシバより一回り背が高いだけになる場合がある。葉の形などもよく似ているから、そうすると、これはもう花序や小穂の特徴に頼らなければならなくなるのだが、実はこれがまたよく似ているのである。コウボウシバの方が果胞がすぐに細まること、鱗片が長いことなどで区別できる。こちらも日本では北海道から琉球列島まで分布し、国外では東アジアはもとよりオーストラリア、南米のチリにまで分布がある。

## 分類
上記の海岸性の種をまとめてシオクグ節とするか、オニスゲやオニナルコスゲなどもこれに含めるか、扱いには諸説がある。
スゲ属
- シオクグ節 Sect. Paludosae
  - シオクグ C. scabrifolia Steud.
  - オオクグ C. rugulosa Kuek.
  - コウボウシバ C. pumila Thunb.